# Nova Russas
Nova Russas é um município brasileiro do Ceará situado no oeste do estado, localiza-se na microrregião do Sertão de Crateús, mesorregião dos Sertões Cearenses, com uma população estimada em 2022 era de 30.699 habitantes. Possui uma área de 742,763 km².

## Etimologia
O topônimo Nova Russas é uma alusão à cidade de Russas, cidade natal do padre Joaquim Ferreira de Castro, o primeiro vigário da capela de Nossa Senhora das Graças. Sua denominação original era Fazenda Curtume, depois Curtume e, desde 1901, Novas Russas . Os cidadãos de Nova Russas são denominados nova-russenses.

## Formação Administrativa
Em 1901 o distrito de Nova Russas já figurava no município de Ipueiras. Em 1922 se emancipou de Ipueiras e anexou 2 distritos ipueirense (Águas Belas e Várzea Formosa). Em 1931, o Nova Russas foi rebaixada a distrito de Ipueiras, mas em 1933 se emancipou novamente. No mesmo ano de 1933 mais um distrito: Santana. Em 1935 o distrito nova-russas, Várzea Formosa foi transferido para o município de Ipueiras. Em 1936 Nova Russas tem um novo distrito: Bom Jardim, mas ao que parece Santana é rebaixada a povoado ou é transferida, pois não figura nas divisões territoriais de 1936 e 1937, segundo o IBGE. Em 1938 Bom Jardim é rebaixado de distrito a povoado, e seu território é anexado ao distrito sede, e é criado um novo distrito: Canabrava.
Em 1943 os distritos sofrem mudanças de nome: Canabrava vira Ararendá e Águas Belas vira Ipaporanga. Em 1963 Ararendá se emancipa de Nova Russas, e em 1963 é Ipaporanga que se emancipa. No mesmo ano são criados 5 distritos em Nova Russas. Canindezinho, Major Simplício, Nova Betânia, Santo Antônio e São Pedro. Em 1964, mais um distrito: Sacramento. Em 1965, Nova Russas anexa o território dos extintos municípios Ararendá e Ipaporanga, que foram rebaixados a distrito. Em 1987 os distritos Ipaporanga e Sacramento se desmembram para formar o novo município de Ipaporanga. Em 1990 Ararendá e Santo Antônio se desmembram para formar o novo município de Ararendá. Em 1993 é criado o distrito Espacinha.
Atualmente Nova Russas possui 6 distritos:
1. Nova Russas (distrito-sede)
2. Canindezinho
3. Espacinha
4. Major Simplício
5. Nova Betânia
6. São Pedro

## História
As terras ao sopé da Chapada da Ibiapaba, às margens dos rios Acaraú, Poti e Curtume eram habitadas por diversa etnias entres elas os Tabajara, Caratiú, Tupinambá.
Com a definitiva ocupação do solo cearense pelos portugueses na segunda metade do século XVII, a expansão do ciclo do Charque e da Carne-seca no século XVIII, a doação de terras via semarias, chegaram a região famílias que implantaram fazenda de gados como as do Curtume e do Olho d'Água Grande.
Nova Russas surgiu do desenvolvimento da Fazenda Curtume, situada às margens do riacho várzea Grande, implantada pelo Capitão-Mor Bernardino Gomes Franco, que se estabeleceu na localidade no segundo quartel do século XVIII. O nome da fazenda provém da pequena atividade rudimentar de curtir couros peles, praticada pelo seus primitivos proprietários dai o nome curtume. A fazenda passou por sucessivos proprietários até chegar ao domínio de Manuel Oliveira Peixoto e sua esposa, que doaram no ano de 1876 uma parte desta à paróquia de Santo Anastácio de Tamboril, para constituir o patrimônio de uma capela devotada a Nossa Senhora das Graças, construída posteriormente pelo vigário de Tamboril, padre Joaquim Ferreira de Castro.
Em torno dessa capela desenvolveu-se o povoado que o padre denominou Nova Russas, ou seja, outra Russas, homenagem à localidade do Baixo Jaguaribe do mesmo estado de onde padre Joaquim era natural.
Em 17 de agosto de 1902 a povoação foi elevada a categoria de distrito Judiciário do município de Ipueiras, data em que adotou oficialmente o nome de Nova Russas. Curtume, que era o nome da fazenda, foi aplicado ao rio que banha a cidade vindo a se denominar Curtume.
Com expansão da Estrada de Ferro de Sobral-Camocim, para a cidade de Ipu, a malha ferroviária desta chegou a Novas Russas, fato ocorrido em 3 de novembro de 1910 instalando nesse referencial itinerante a Estação de Cargas e Passageiros. O então distrito de Nova Russas teve grande desenvolvimento, tendo sido pouco tempo depois emancipado através da lei estadual 2043 de 11 de novembro de 1922, desmembrado do município de Ipueiras  e instalado em 28 de janeiro de 1923 com a posse de seu primeiro gestor Antonio Rodrigues Veras. Foi extinto pelo decreto 193 de 20 de maio de 1931 e anexado ao município de Ipueiras e restaurado em 4 de dezembro de 1933 pelo decreto estadual 1156 do interventor federal do estado, capitão Roberto Carneiro de Mendonça que também nomeou como interventor municipal Luís Moreira de Barbalho. O território primitivo do município foi dividido para a formação de duas outras cidades; Ipaporanga e Ararendá
Da capela de Nossa Senhora das Graças, surgiu a paróquia de Nova Russas, por ato do bispo Dom José Tupinambá da Frota, no dia 15 de agosto de 1937, sendo deu primeiro vigário o Padre Francisco Ferreira de Morais.
Com a pecuária, o curtume, a estrada de Sobral-Crateús e a criação da paróquia de local, Nova Russas consolidou-se o centro urbano e município.

## Geografia

### Clima
Nova Russas encontra-se no polígono das Secas, região com clima tropical quente semiárido com as estações das chuvas e da seca bem definidas. A pluviometria média é em torno de 850 mm  com chuvas concentradas de janeiro a maio, tendo os meses de Fevereiro, Março e Abril como os mais chuvosos do ano. A estação das chuvas assim como em grande parte do norte e nordeste do Brasil é chamada de "inverno" por conta dos dias com chuva e mais amenos. Entre maio e junho as chuvas vão diminuindo, tem-se como o período de transição para a estação seca. A partir Julho as chuvas diminuem drasticamente e até o fim de Novembro a chance de chuva é quase nula. Os meses de Dezembro e Janeiro são tidos como a pré estação chuvosa, quando as primeiras chuvas da estação começam a cair, tendo anos em que a pré estação pode ter muita chuva, como também há anos em que praticamente não chove nesse período. Tudo depende dos fenômenos climáticos atuantes e principalmente a temperatura do atlântico influenciam bastante nas chuvas durante esse período. Os ventos sopram no quadrante Leste/Nordeste, com velocidade que varia de 2,7 m/s em fevereiro a 3,7 m/s em junho.
| Mês       | Jan  | Fev | Mar | Abr   | Mai  | Jun | Jul | Ago | Set | Out | Nov | Dez | Ano   |
| --------- | ---- | --- | --- | ----- | ---- | --- | --- | --- | --- | --- | --- | --- | ----- |
| Chuvas mm | 94.8 | 184 | 233 | 186.2 | 77.2 | 18  | 5.8 | 2.5 | 0.6 | 3   | 2.4 | 45  | 852.5 |

### Hidrografia e recursos hídricos
As principais fontes de água fazem parte da bacia dos rios Acaraú e Parnaíba. Sendo os principais afluentes do rio Acaraú o rio Curtume e os riachos Coronel Feitosa, Coroa Brava, Gurguéia, Pau Branco e tantos outros; e do rio Poti os riachos Cana Brava, dos Cavalos, da Pintada e Diamante. Existem ainda diversos açudes de pequeno porte, e dentre os açudes de maior porte são os açudes: Açude Farias de Souza(açude das Flores)que abastece a sede e o distrito de São Pedro, o Açude Linhares,

### Relevo e solos
As terras de Nova Russas fazem parte da Depressão Sertaneja, tendo relativamente quadro geológico simples, com predomínio de rochas do embasamento cristalino, caracterizadas por granitos, gnaisses e migmatitos do Pré-Cambriano indiviso. As principais elevações possuem altitudes entre 200 e 500 metros acima do nível do mar. Os solos da região são bruno não cálcico (54,27%), planossolo solódico (6,84%).

### Vegetação
A vegetação predominante é caatinga arbustiva aberta, com trechos onde é mais arbórea, a floresta caducifólia espinhosa.

## Aspectos socioeconômicos
A maior concentração populacional encontra-se na zona Urbana. A sede do município dispõe de abastecimento de água, fornecimento de energia elétrica, serviço telefônico, agência de correios e telégrafos, serviço bancário, hospitais, hotéis e ensino de maternal,  fundamental, médio e superior.
A partir de Fortaleza o acesso ao município, pode ser feito por via terrestre através da rodovia Fortaleza/Ceará(BR 222), antes da vila de Aprazível, segue-se o acesso via a CE 183/BR 403, via os municípios de Cariré,Varjota, Ipu, Ipueiras. O acesso a partir de da Capital cearense também pode ser feito via a BR 020 até Canindé, en seguida via a CE 257, que segue até Santa Quitéria, em seguida via a CE 186, que passa o município de Catunda e seguindo segue-se a CE 265 até a sede do município. As demais vilas, lugarejos, sítios e fazendas são acessíveis(com franco acesso durante todo o ano) através de estradas estaduais, asfaltadas ou carroçáveis.
A economia local é baseada na agricultura: algodão, fruticultura e hortaliças; bovinocultura de leite intensiva e semi-intensiva; caprinocultura de corte semi-intensiva; ovinocultura extensiva; piscicultura consorciada e isolada intensivas. Indústrias do total vinte e uma: de fabricação de laticínios; de preparação do leite; de fabricação de artigos de vestuário e calçados de couro, tecidos fibras, madeira ou borracha; de fabricação de tecidos e artigos de malha, bovinocultura de corte intensiva e semi-intensiva.
Foram registradas ocorrências de Grafita e Hematita, o mais importante minério de ferronas terras deste município.
O extrativismo vegetal também é uma das atividades econômicas para a fabricação de carvão vegetal, para lenha e construção de cercas, e a extração de oiticica e carnaúba para atividades artesanais.
O crochê também é uma das fontes de renda. Este artesanato é feito com linha e agulha pelas mãos habilidosas das crocheteiras; Nova Russas possui uma Associação das Crocheteiras desde meados da década de 90, onde as mesmas conseguem vender em grande quantidade para a Capital e demais Estados do Nordeste e Sudeste. Por causa da popularidade do artesanato a feira que acontece todos os sábados no início da manhã já recebeu visitas ilustres de estrangeiros interessados em exportar o crochê.

## Cultura
Os principais eventos culturais são a festa da padroeira Nossa Senhora das Graças (5 a 15 de agosto) e o Carnaval. Em Junho têm as festas juninas, na qual vários grupos de quadrilha, disputam, para saber qual grupo é o melhor da região.

## Política
A administração municipal localiza-se na sede, Nova
Russas.